# Tádé
A Tádé a Taddeus név rövidülése.

## Rokon nevek
- Taddeus:[1] héber eredetű férfinév latinosított formájából ered, a jelentése bizonytalan, talán: bátor.[2]

## Gyakorisága
Az 1990-es években a Taddeus és a Tádé szórványos név, a 2000-es években nem szerepelnek a 100 leggyakoribb férfinév között.

## Névnapok
Taddeus, Tádé
- január 24.[2]
- július 26.[2]
- október 28.[2]

## Híres Taddeusok, Tádék
- Amadé Tádé zongoraművész és zeneszerző
- Blagoevich Ádám Tádé földbirtokos, író
- Huberth Károly Tádé piarista áldozópap.
- Júdás apostol (Tádé)
- Tadeusz Kościuszko hadmérnök, lengyel és amerikai tábornok, nemzeti hős
- Sikorszki Tádé lengyel-magyar építész, iparművész, Zsolnay Júlia férje
- Parmai Tádé középkori itáliai filozófus
- Patonyi Tádé minorita szerzetes
  - Mazsola és Tádé